# Medicus (film)
Medicus (niem. Der Medicus; ang. The Physician) – niemiecki dramat historyczno-przygodowy z 2013 roku w reżyserii Philippa Stölzla, zrealizowany w języku angielskim z międzynarodową obsadą. Adaptacja powieści pod tym samym tytułem z 1986 roku autorstwa Noaha Gordona.

## Fabuła
W XI w. młody chłopak wyrusza z ojczystej Anglii do Persji, gdzie zamierza studiować nauki medyczne. Ze względu na to, że chrześcijanie nie mogą tam pobierać nauk, Rob musi udawać Żyda i wkrótce zostaje asystentem chirurga.

## Obsada
- Tom Payne jako Rob Cole
- Stellan Skarsgård jako balwierz
- Olivier Martinez jako Shah Ala ad-Daula
- Emma Rigby jako Rebecca
- Ben Kingsley jako Ibn Sina
- Elyas M’Barek jako Karim
- Fahri Ögün Yardim jako Davout Hossein
- Makram Khoury jako Imam

## Produkcja
Zdjęcia kręcono w Maroku (Warzazat), Szkocji (wyspa Skye w archipelagu Hebrydów Wewnętrznych), a przede wszystkim w Niemczech: w Saksonii-Anhalt (zamek w Querfurcie, Teufelsmauer, Oberharz am Brocken) i Turyngii (zamek Hanstein, Heilbad Heiligenstadt). 